# Batracomorphus tutuilanus
Batracomorphus tutuilanus är en insektsart som beskrevs av Henry Fairfield Osborn 1934. Batracomorphus tutuilanus ingår i släktet Batracomorphus och familjen dvärgstritar. Inga underarter finns listade i Catalogue of Life.